# Климов, Михаил Ефимович
Михаи́л Ефи́мович Кли́мов (1897 — ?) — сотрудник советских органов защиты границы и охраны правопорядка, начальник отдела подготовки Главного управления рабоче-крестьянской милиции, инспектор милиции.

## Биография
Член РКП(б) c марта 1917. Был рабочим. Получил высшее образование. 
В органах ВЧК−ОГПУ−НКВД с 1919. На август 1924 являлся помощником начальника Высшей пограничной школы Я. К. Ольского по учебной части. В 1933, будучи заместителем начальника оперативного отдела ГУРКМ разбирался со случаями людоедства. Затем становится начальником отдела подготовки ГУРКМ..
В 1928 году, будучи уже крупным работником ВЧК, М. Е. Климов пишет книгу «Очерки по истории карательных органов». Сравнивая карательную политику СССР и западных государств, он утверждает, «что красный террор начался без директив центра, т. е. носил стихийный характер».
Подвергался репрессиям, арестован 31 июля 1937 и осуждён 14 мая 1938 ВКВС СССР на 10 лет.
Факты из книги Климова «Контрреволюция на экономическом фронте (эпоха НЭПа)»  использовались в конце 50-х годов XX века при исследовании деятельности органов ГПУ – ОГПУ по защите экономической безопасности  государства.

### Звания
- Инспектор милиции (11 июля 1936).[8][5]

### Награды
- Знак «Почётный сотрудник государственной безопасности»;
- Знак «Почётный работник рабоче-крестьянской милиции».

## Публикации
- Климов М. Е. Советское государство и борьба с бюрократизмом. Революция права. — М., 1927. — № 4. — С. 23 — 31.[9]
- Климов М. Е. Административно-правовые секции советов. Революция права. — М., 1928. — № 4 (июль — август). — С. 93 — 96.[10]
- Климов М.Е. Вредительство – метод классовой борьбы.  // Советское государство и революция права. – М., 1930. – № 10 (Октябрь). – С. 123 – 136.
- Климов М. Е. Контрреволюция на экономическом фронте (эпоха НЭПа). – М: Высшая пограничная школа ОГПУ, 1928.
- Климов М. Е. Очерки по истории карательных органов (Положение карательных органов и карательная политика в буржуазных государствах и в Советском государстве). – М.: Высшая пограничная школа ОГПУ, 1928.